# Dolichopeza (Nesopeza) nebulicola
Dolichopeza (Nesopeza) nebulicola is een tweevleugelige uit de familie langpootmuggen (Tipulidae). De soort komt voor in het Oriëntaals gebied.